# 알렉시스 크루즈
알렉시스 크루즈(Alexis Cruz, 1974년 9월 29일 ~ )는 미국의 배우이다.

## 출연 작품
- 드래그 미 투 헬 (2009)
- 토르티야 헤븐 (2007)
- 라스트 타임 (2006)
- 샤크 (2006)
- 스탠드 업 포 저스티스 (2004)
- 다크 울프 (2003)
- 버그 (2002)
- 더 디스트릭트 (2000)
- 바보들의 사랑 (1998)
- 브레이브 (1997)
- 스타게이트 - 시리즈 (1997)
- 터치드 바이 언 엔젤 (1994)
- 스타게이트 (1994)
- 노인과 바다 (1990)
- 루프탑 (1989)